# المجلس العدلي المختص بالنظر في حقوق الإنسان
المجلس العدلي المختص بالنظر في حقوق الإنسان هو مؤسسة أنشئت بموجب القانون وهي أساسية لتطبيق حقوق الإنسان وتحديدها وتعزيزها في نيوزيلندا. أُنشئت هذا المجلس بموجب قانون حقوق الإنسان في نيوزيلندا لعام 1993. المجلس العدلي المختص بالنظر في حقوق الإنسان هو إحدى هيئات حقوق الإنسان الرئيسية في نيوزيلندا ويوفر آلية للبتّ في قضايا حقوق الإنسان وحلها يمتد اختصاصه ليشمل مسائل من قانون حقوق الإنسان المحلي، والمبادئ المنصوص عليها في قانون الخصوصية لعام 1993 وقانون المفوض المعني بالصحة والعجز لعام 1994. يرفع مدير حقوق الإنسان الشكاوى وعندما يكون من غير المناسب فعل ذلك يجوز للمواطن المضي في المطالبة على نفقته الخاصة. يتمتع المجلس العدلي بسلطة لإجراء مجموعة واسعة من التدابير واتخاذ القرارات، ولا يُطلب منه تنفيذ التفاصيل الفنية وإنما أساس القضية الموضوعي. كما يحظى المجلس العدلي المختص بالنظر في حقوق الإنسان بمكانة خاصة ضمن مجموعة من المحاكم في النظام القانوني المحلي لنيوزيلندا، وباختصاص قانوني أكثر أهمية من المحاكم الأخرى بين الأطراف. تعكس هذه المكانة الخاصة حقيقة أن قرارات المجلس العدلي يمكن أن تكون لها آثار سياسية واجتماعية كبيرة.

## التكوين
يتم اختيار أعضاء المجلس العدلي المختص بالنظر في حقوق الإنسان عادة على أساس المعرفة أو الخبرة في المسائل التي يحتمل أن تُعرض على المجلس. ويشمل ذلك مسائل مثل حقوق الإنسان الدولية والمحلية، والإدارة العامة، والقضايا الاقتصادية، والعمالية أو الاجتماعية، والقضايا الثقافية، واحتياجات وتطلعات وتجارب المجتمعات المختلفة داخل نيوزيلندا. الرئيس الحالي هو رودجر هينز وجد في الوقت الحالي 10 أعضاء -باستثناء الرئيس- يمارسون المحاماة أو لديهم مؤهلات قانونية. خلافًا للقضاة، لا يُمنح الرئيس تثبيتًا وظيفيًا.

## السلطة القضائية
تُستمد سلطة المجلس العدلي المختص بالنظر في حقوق الإنسان من ثلاثة قوانين مختلفة، هي: قانون حقوق الإنسان لعام 1993، وقانون الخصوصية لعام 1993، وقانون المفوض المعني بالصحة والعجز لعام 1994، بالإضافة إلى الدعاوى التي يُسمح برفعها عندما يكون التمييز مبنيًا على أسس محظورة بموجب هذه القوانين. يحمي قانون حقوق الإنسان من التمييز غير القانوني، مثل التمييز القائم على العرق والنوع الاجتماعي والميول الجنسية والأصل العرقي والإعاقة والرأي السياسي. يحدد قانون المفوض المعني بالصحة والعجز لعام 1994 المعايير المتوقعة لمقدمي الرعاية الصحية في مجالات مثل احترام خصوصية المريض، وضمان الخدمات التي تمتثل للمعايير القانونية أو الأخلاقية أو المهنية الأخرى ذات الصلة، وتوفير المعلومات الكاملة. يحكم قانون الخصوصية الوكالات التي تجمع المعلومات الشخصية وتحتفظ بها وتستخدمها. ويفعل ذلك عن طريق مجموعة من مبادئ الخصوصية. يمكن عرض الانتهاكات المزعومة لمبادئ الخصوصية (أو قوانين الممارسات التي تُقدّم بموجب قانون الخصوصية، مثل قانون خصوصية المعلومات الصحية) على المجلس العدلي للفصل فيها. وبالتالي، يكون الأساس الذي يمكن أن تستند إليه الدعوى واسع التنوع.

## عملية رفع الدعاوى
يمكن رفع دعوى ضد شخص آخر أو ضد وكالة حكومية، ويمكن لهذه الدعاوى أن يرفعها مكتب دعاوى حقوق الإنسان أو صاحب الشكوى أو أي طرف آخر متظلّم. كما يمكن لمدير دعاوى حقوق الإنسان أن يرفع الدعاوى. عند اتخاذ قرار بشأن الشكوى، يجب على المدير مراعاة بعض العوامل بما في ذلك ما إذا كانت الشكوى تثير مسألة قانونية مهمة وما إذا كان تقديم الشكوى سيكون في المصلحة العامة أم لا. إذا اختار المدير عدم المتابعة، عندها يمكن لصاحب الشكوى رفع دعوى ولكن على نفقته الخاصة. تبدأ الإجراءات بتقديم الطلب في الاستمارة المعتمدة.

## إجراء جلسات الاستماع
تُعقد جلسات المجلس العدلي المختص بالنظر في حقوق الإنسان في الأوقات والأماكن التي يشير إليها الرئيس. يجوز للمتقاضين تمثيل أنفسهم أو الحصول على مساعدة التمثيل القانوني. يجب أن يكون جميع أعضاء المجلس العدلي حاضرين في الجلسة، لكن القرارات تُتخذ بالأغلبية. يجب على المجلس العدلي -على عكس المحكمة- أن يتصرف وفقًا للأساس الموضوعي للقضية وألا يتقيّد بالتفاصيل الفنية. يجب أن يتصرف المجلس العدلي عند ممارسة صلاحياته ووظائفه وفقًا لمبادئ العدالة الطبيعية؛ وبطريقة عادلة ومعقولة؛ ووفقًا للإنصاف والضمير الحي. يمكن للمجلس العدلي أن يطلب الأدلة، ويدعو الشهود، ويطلب عمومًا تقديم الأدلة بعد أداء القَسم. ويحكم المجلس العدلي وفقًا للمعيار المدني للإثبات الذي هو "الموازنة بين الاحتمالات"، ويكون تركيز المجالس العدلية على تقييم سلوك الأطراف. كما يستطيع المجلس العدلي -إذا رأى ذلك ضروريًا- أن يرفض أي دعوى يعتبرها تافهة أو مزعجة أو لا تُقدّم بحسن نية. وفي كل قرارٍ يمنح الانتصافَ أو يرفض الدعوى، يجب تقديمه كتابيًا مع الأسباب. يجب أن تشمل هذه الأسباب: النتائج الوقائعية، وتفسيرات المسائل القانونية ونتائجها ذات الصلة واستنتاجاتها بشأن هذه المسائل. من المهم الإشارة إلى أن الخيار متاح لدى المدّعي لأن يطلب من لجنة حقوق الإنسان السعيَ في تسوية قبل إجراءات المحاكمة، علمًا أنه إذا لم يسعَ في طلب التسوية منذ البداية، فمن المحتمل ألا يفكر المدير في التصرف بالنيابة عنه (المدعي) لاحقًا.

## الجزاءات
يمكن للمجلس العدلي أن يمنح مجموعة واسعة من سبل الانتصاف مع تحديد الخيار المناسب حسب ظروف القضية. وتشمل سبل الانتصاف هذه: الإعلان عن خرق قانون حقوق الإنسان لعام 1993؛ أضرار تصل إلى 200000 دولار وهو ما يكافئ السلطة القضائية العامة التي تُمنح لمحاكم المقاطعات في نيوزيلندا بموجب قانون محاكم المقاطعات لعام 1947 (المادة 29)؛ الأمر بأن ينجز المدعى عليه الأعمال المحددة في الأمر أيًّا كانت، بغرض تعويض الخسارة أو الضرر الذي تكبّده المدّعي أو -حسب مقتضى الحال- الشخص المتضرر نتيجة الانتهاك؛ الإعلان بأن أي عقد تم إبرامه أو تنفيذه بما يتعارض مع أي بند من أحكام الجزء 1A أو الجزء 2 من قانون حقوق الإنسان لعام 1993 هو عقد غير قانوني؛ الأمر الذي يخضع فيه المدعى عليه لأي تدريب محدد أو أي برنامج آخر، أو تنفيذ أي سياسة أو برنامج محدد، لتمكين المدعى عليه من الامتثال لأحكام قانون حقوق الإنسان لعام 1993؛ أو أي تعويض آخر يعتقد المجلس أنه مناسب.

## مكانة خاصة بين المجالس
قيل إن المجلس العدلي المختص بالنظر في حقوق الإنسان يتمتع بأهمية خاصة في نظام المجالس في نيوزيلندا. المجلس العدلي -فيما يتعلق بمنح التعويضات- هو المجلس الوحيد الذي مُنح السلطة الكاملة لمحاكم المقاطعات من حيث الحد المالي وبشكل ملحوظ، ولديه صلاحية إصدار إعلان يفيد بأن التشريع لا يتوافق مع قانون شرعة الحقوق النيوزيلندي لعام 1990. هذا الإعلان له تداعيات واسعة النطاق ويتطلب من السلطة التنفيذية التركيز أكثر على حقوق الإنسان في سن التشريعات. السمة الهامة الأخرى للمجلس العدلي هي أن قراراته يمكن أن تحمل تداعيات سياسية واجتماعية كبيرة تعكس مع الوقت دوره المهم ووظيفته داخل النظام القانوني في نيوزيلندا. مثال على ذلك هو أن المجلس يمكنه التعامل مع المسائل الحساسة سياسيًا مثل حقوق الإنسان الخاصة بالسجناء. تُظهر هذه العوامل الأهمية الأساسية للمجلس العدلي لاستعراض حقوق الإنسان. إنه هيئة أساسية لصون حقوق الإنسان وإتاحتها ودعمها في نيوزيلندا. وقد اقتُرح على هذا النحو منح الرئيس منصبًا بمستوى قاضي محكمة محلية أو حتى قاضٍ في المحكمة العليا، لكن لم تلقَ هذه الاقتراحات أثرًا تشريعيًا.

## التكاليف
التكاليف المرتبطة بهذا المجلس أقل بكثير من تكاليف التقاضي في المحكمة، حيث يبلغ المتوسط اليومي 3750 دولار فقط. ويعني الحد الأدنى من التكاليف أن العقبات التي تحول دون إنفاذ حقوق الإنسان يتم تقليصها إلى الحد الأدنى ما يتيح تحقيق العدالة. علاوة على ذلك، قد يغطي مدير دعاوى حقوق الإنسان التكاليف، إذا تولّى القضيةَ بالنيابة عن المدعي وإذا ربح المدّعي بناء على أساس قضيته الموضوعي، فلدى المجلس العدلي السلطة لمنحه التكاليف التي أنفقها وعلى حساب المدعى عليه.